# Kasteel van Petite-Flémalle

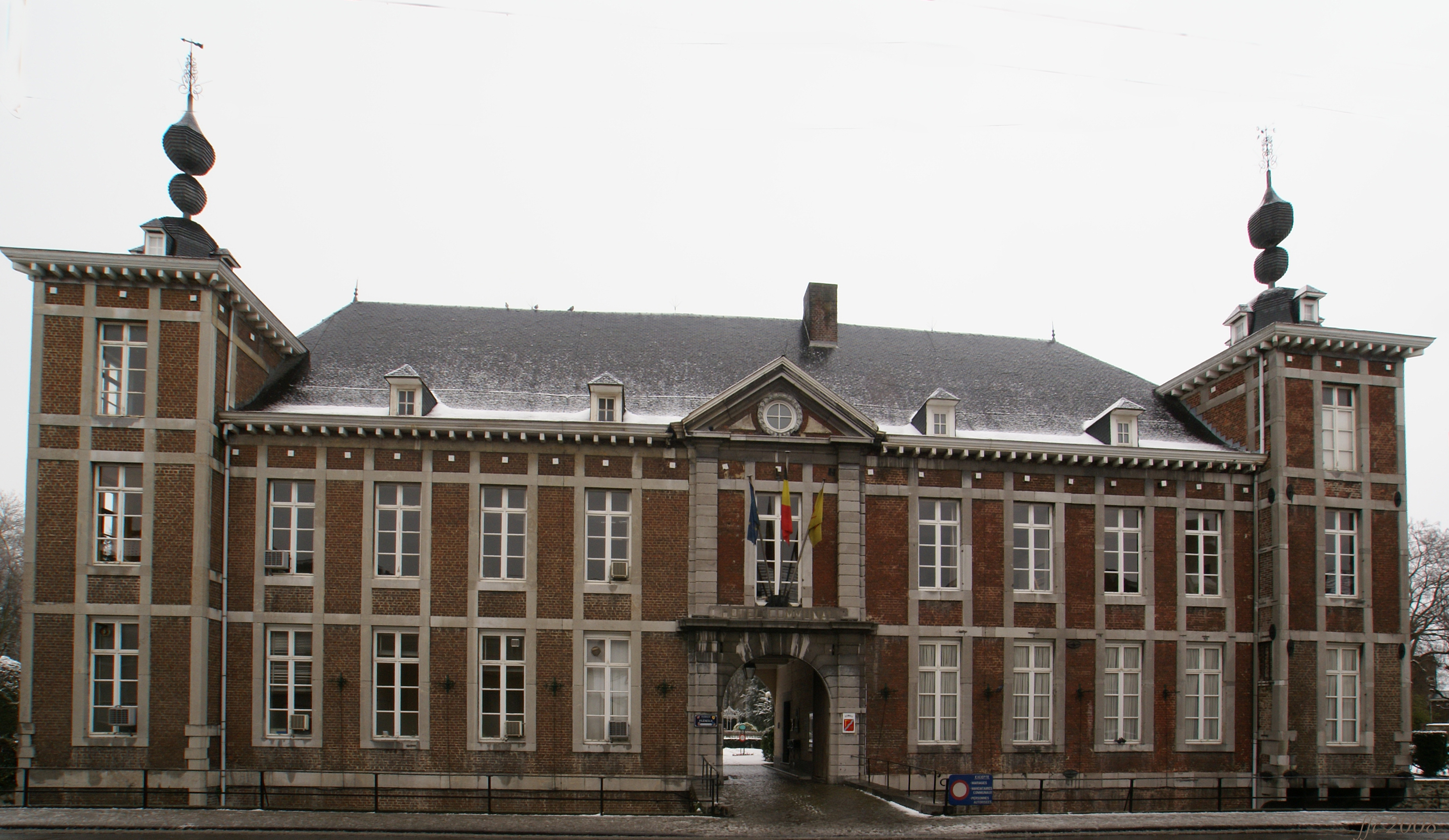
Kasteel van Petite-Flémalle

Het kasteel van Petite-Flémalle (Château de la Petite-Flémalle) is een kasteel, gelegen aan de Chaussée des Alliés 23 te Flémalle-Haute, behorend tot de Belgische gemeente Flémalle.

## Beschrijving
In de 17e eeuw was dit kasteel bezit van de familie De Libert en begin 18e eeuw kwam het in bezit van De Bonhomme. Volgens notities van Remacle Leloup werd het kasteel in die tijd ingrijpend verbouwd. Na in handen van diverse eigenaars te zijn overgegaan kwam het in 1938 in bezit van de toenmalige gemeente Flémalle-Haute.
Ooit was het een vierhoekig, omgracht en ommuurd complex. Aan de zuidzijde is de gracht nog aanwezig, met daarover een stenen toegangsbrug. Twee vervallen torentjes van deze ommuring zijn nog zichtbaar.
De gevel aan de straatzijde wordt aan beide zijden door vierkante hoektorentjes geflankeerd. De ingang wordt bekroond door een fronton. Het gedeelte rechts van het ingangsportaal werd omstreeks 1700 gebouwd, en het gedeelte rechts daarvan mogelijk eind 18e eeuw, met respect voor het reeds eerder gebouwde deel, zodat een symmetrisch geheel ontstond.
Aan de rechterzijde staat nog een vleugel loodrecht op de straatzijde. De dienstgebouwen die ooit het binnenplein omsloten, zijn verdwenen.
Het kasteel is tegenwoordig raadhuis van de gemeente Flémalle. Bij het kasteel hoort een park dat gedeeltelijk nog in de oorspronkelijke stijl werd gehandhaafd.